# Acartophthalmus nigrinus
Acartophthalmus nigrinus es una especie de mosca del género Acartophthalmus, de la familia Acartophthalmidae, orden Diptera. Fue descrita por Zetterstedt en 1848.
Cuenta con una longitud corporal de 2,0-2,2 mm. Se distribuye por Europa: Noruega, Suecia, Finlandia, Reino Unido, Alemania y Países Bajos y en América del Norte: Estados Unidos y Canadá.